# 須藤理彩
須藤理彩（1976年7月24日—），日本女演員。出身於神奈川縣橫濱市。Amuse所屬。身高165cm。O型血

## 來歷
高中時期屬於田徑社，曾在高中參加IH賽（全國高校綜體）的200公尺賽跑中晉級四強，並取得全國前16強的成績。
之後通過Amuse的「100小時試鏡」的徵選，開始活動。
首次主演於1998年上半年播出的NHK晨間劇《天高氣爽》。扮演一個以成為木匠為目標的少女。此後，她一直活躍，被稱為從歷史劇到現代劇廣泛活躍的女演員。
2006年11月6日宣布與樂團BOOM BOOM SATELLITES主唱川島道行結婚（2016年10月9日，丈夫因腦腫瘤去世（享年47歲））。2007年1月30日產下長女，2011年10月20日產下次女。

## 人物
在拍攝追逐巴士的場景時，她的速度很快，經常會追上巴士。上面提到她是一名田徑運動員，在高中時曾經參加過高中錦標賽。在須藤的情況下，似乎適合正常車速進行拍攝的車輛也不多。

## 演出作品

### 電視劇
朝日電視網
- 朝日電視台
  - 千面女郎（1997年）
  - 週六WIDE劇場（日语：土曜ワイド劇場）
    - 事件（日语：事件 (テレビ朝日のテレビドラマ)）11（2004年）－田中明日香
    - 法醫學教室之事件簿（日语：法医学教室の事件ファイル）22（2006年）－森島和美
    - 誘捕搜查官 北見志穗（日语：おとり捜査官・北見志穂）15（2011年）－矢口冴子
    - SEIAN ～生活安全特搜隊（日语：セイアン〜生活安全特捜隊）（2014年11月29日）－占部智子

  - 相棒 Season2 第一話、第二話（2003年）－小暮仁美
  - 音樂孩子王（2009年）－矢野櫻
  - 同窗會～Love Again症候群（2010年）－杉山佳奈子
  - 迷宮先生 第8系列（2011年）－神田泉
    - 重要證人偵探（日语：重要参考人探偵#テレビドラマ） 第6話（2017年11月24日）－鹽川歩實[6]

  - 都市傳說之女 Part2 第1話（2013年10月11日）－大西恭子
  - 科搜研之女 Season 15 第9話（2016年1月21日）－橘靜香

- 北海道電視台
  - 六月的櫻花（日语：HTBスペシャルドラマ）（2004年）－荒井葵

NHK系列
- NHK
  - 天高氣爽（日语：天うらら）（1998年）－川嶋麗〈主演〉
  - 天涯之花（日语：天涯の花）（1999年）－平珠子〈主演〉
  - 大河劇 利家與松（2002年）－豪（日语：豪姫）
  - 週六時代劇（日语：土曜時代劇 (NHK)） 2 最終話（2009年12月）－阿瀧
  - 你們沒有明天（日语：君たちに明日はない#テレビドラマ）（2010年）－芹澤泰子
  - 激流 ～你還記得我嗎？～ 第6話（2013年7月30日）－里美
  - 糊塗蟲（日语：ぼんくら#テレビドラマ） 第3話－最終話（2014年10月30日－12月18日）－阿粂

- NHK綜合
  - 電視劇10
    - Last Money -愛的代價-（日语：ラストマネー -愛の値段-） 第2話（2011年9月20日）－山岡早苗
    - 水族館女孩（日语：水族館ガール#テレビドラマ） 第6話（2016年8月26日）－倉野咲子
    - 事故調小姐 ～天才天之教授的調查檔案～（日语：ミス・ジコチョー〜天才・天ノ教授の調査ファイル〜）（2019年10月18日 - 12月20日）－辻留志保[7]

  - 崩壞的教育現場戰鬥的校園律師（日语：やけに弁の立つ弁護士が学校でほえる） 第5話（2018年5月19日）－山下久惠
  - 半邊藍天（2018年）－藤村芽[8]
  - 夢想食堂的料理人～1964東京奧運會選手村的故事～（日语：夢食堂の料理人〜1964東京オリンピック選手村物語〜）（2019年7月23日）－野島芳江

富士電視台
- 貞子復活（1999年）－西島美咲
- 急症群英 Part1、Part2、Part2 新年特別篇、Part4 新年特別篇（1999年－）－櫻井由紀
- 大和拜金女（2000年）－奧山奈美
- 打拼男人幫（日语：ロケット・ボーイ）（2001年）－松井光子
- 特警2人組（日语：ダブルスコア）（2002年）－服部實加
- 菜鳥老師來報到（2004年）－川原由布子
- 電車男（2005年）－觀月裕子
  - 電車男DX 最後的聖戰（2006年）－觀月裕子
- 西遊記（2006年）（第4話 砂之國／第11話 天竺）－金魚
- 主播台女王（2006年）－紺野令子
- 純愛（2008年）－河井由香里
- 風之花園（日语：風のガーデン）（2008年）
- Miss PILOT 第4話（2013年11月5日）－麻倉
- 週五PRESTIGE（日语：金曜プレステージ） 檢察官霞夕子（日语：検事・霞夕子）6 ～不能犯～（2014年5月23日）－三吉和佳子
- 殘念丈夫 第9話、最終話（2015年3月18日、25日）－田中直子
- 醫師們的戀愛情事 第3話（2015年4月23日）－菊池夏美
- 即使如此我還是喜歡妳（2015年9月28日－10月1日）－祐輔的嬸嬸
- 金裝律師2 第5話（2020年8月5日）－手嶋麻衣

TBS電視網
- TBS
  - 怪醫黑傑克III（日语：ブラック・ジャック (実写版)）（2001年）－赤石美幸
  - LADY ～最後的犯罪畫像～（2011年）－奧居萬里江
  - 繼父（日语：ステップファザー・ステップ#テレビドラマ）（2012年）－脇坂芳江
  - RESIDENT ～實習醫生五人組（日语：レジデント〜5人の研修医）（2012年）－香澄彌生
  - 刑警的目光（日语：刑事のまなざし#テレビドラマ） 第10話、最終話（2013年12月9日、16日）－尾崎悅子
  - 週一名作劇場（日语：月曜名作劇場）
    - 信濃的可倫坡（日语：信濃のコロンボ#寺脇康文版）4 軽井澤追分殺人事件（2017年4月24日）－谷田惠美
    - 淺見光彥系列 小少爺殺人事件（日语：浅見光彦シリーズ (TBSのテレビドラマ)）5 天城峠殺人事件（2019年1月7日）－保田圓香[9]

  - 產科醫鴻鳥 第2系列 第7話、第10話、最終話（2017年11月24日、12月15日、12月22日）－武田京子
  - 法庭女王 第4話（2019年2月3日）－荻原奈津子[10]

- MBS
  - 深夜食堂（2009年，與TBS共同製作）－美紀

日本電視網
- 日本電視台
  - 最後的律師（日语：最後の弁護人）（2003年）－石田良子
  - 最後的禮物（日语：ラストプレゼント 娘と生きる最後の夏）（2004年）－廣川來美
  - 考試之神（2007年）－手塚由美
  - 齊藤太太（2008年）－佐原加奈子
  - 婦產科的女醫生 第八話（2009年12月）－竹尾小枝
  - 理想的兒子（2012年）－本田佳代子
  - 合宿的戀人（2013年）－櫻井真希
  - 水手服和宇宙人（日语：セーラー服と宇宙人（エイリアン）〜地球に残った最後の11人〜）（2014年）－西原美惠
  - ST 紅與白的搜查檔案 第4話（2014年8月6日）－町田智子
  - 永久就職測試（日语：永久就職試験）（2015年）－立花千詠美
  - 結婚大作戰（日语：SURVIVAL WEDDING#テレビドラマ）（2018年7月14日－9月22日）－杉優子
  - 我的裙子，去哪了？ 第3話（2019年5月4日）－光岡弘子[11]

- 讀賣電視台
  - 銀座之戀（日语：ギンザの恋）（2002年）－笹加子

東京電視網
- 東京電視台
  - 電視特別劇 父親給的秘密 ～下荒井5兄弟的歸郷～（日语：親父がくれた秘密〜下荒井5兄弟の帰郷〜）（2012年9月12日）－川崎敦子
  - Last Doctor ～監察醫秋田的驗屍報告～（日语：ラスト・ドクター〜監察医アキタの検死報告〜） 第5話（2014年8月8日）－沼田陽子
  - 週三推理9（日语：水曜ミステリー9）
    - 黑星警部的密室搜查（2015年6月17日）－櫻田惠
    - 檢察官 澤木正夫（日语：検事・沢木正夫#寺脇康文版）4 自首（2016年9月14日）－廣川美津子

  - 萬能廣告社 ～你的人生，大賣吧！～（日语：ユニバーサル広告社シリーズ#テレビドラマ） 第2話（2017年10月27日）－矢野綠[12]
  - 我從哪裡來（日语：僕はどこから#テレビドラマ）（2020年1月9日－3月19日）－井上涼子

- BS JAPAN
  - 黑色報告書 男女案件檔案II 孤獨（日语：黒い報告書#テレビドラマ版）（2012年6月9日）－小早川真理

### 電影
- Atlanta Boogie（日语：アトランタ・ブギ）（1996年）－女高中生
- （2003年）－田中典子〈主演〉
- 機器人大賽（日语：ロボコン (映画)）（2003年）
- （2004年）－AD 真中涼子
- 雷櫻（日语：雷桜）（2010年10月22日）－阿初
- 我們的存在 前篇（2012年3月17日）／後篇（2012年4月21日）－竹內文香
- 小川町小夜曲（2014年10月4日，Is.Field（日语：アイエス・フィールド））－真奈美
- 電影 深夜食堂（2015年）－美紀
- Drawing Days（2015年）－長田光
- 續·深夜食堂（2016年）－美紀
- 茅崎物語 ～MY LITTLE HOMETOWN～（日语：茅ヶ崎物語 〜MY LITTLE HOMETOWN〜）（2017年）
- 幕間子（日语：まく子）（2019年）－南雲明美[13]
- 東京品酒會的人們（2019年10月4日，Kiguu （页面存档备份，存于））－古澤美登里
- 罪之聲（日语：罪の声#映画）（2020年10月30日，東寶）－葵

### 外語配音
| 作品年份 | 作品名稱 | 配演角色 | 演員   | 媒介      |
| -------- | -------- | -------- | ------ | --------- |
| 2005     | 初戀     | 李曉京   | 李丞涓 | NHK BS2版 |

### 綜藝、情報節目
日本電視台
- （1997年）
- 魔法腦力!!（日语：マジカル頭脳パワー!!） 21世紀演藝界No.1腦力決定戰特集!!（2001年12月29日）[注 2]

NHK
- 神秘網站 上班族NEO（日语：サラリーマンNEO）（2004年）
- （2008年）

TBS電視網
- TBS
  - 花丸市場（日语：はなまるマーケット）（2008年4月2日－2010年3月）－週三常駐

- BS-TBS
  - （2012年10月5日－）－劇場支配人（MC）
  - （2013年4月12日－）

其它電視台
- （朝日電視台）－旁白
  - 第10回（2009年12月6日）
  - 第12回（2010年1月10日）
  - 第20回（2010年3月7日）
  - 第22回（2010年3月21日）
  - 第35回（2010年6月27日）
- （2012年12月4日，BS富士）

### 廣告
- 郵政省「郵政儲蓄（日语：郵便貯金）」
- 武田藥品工業
- 花王
- 日本生命（2016年12月－）[14]
- 江崎固力果（2019年4月－）[15]
- 「護士日（日语：看護の日）（5月12日）」PR大使（2019年度）[16]

### 舞台
- （2000年）首次舞台演出
- 新·近松心中物語（日语：近松心中物語）（2004年、2005年）
- （2005年）
- JAIL BREAKERS（2006年）
- （2007年）
- 基恩（法语：Kean (Sartre)）（2008年）
- 雙城記（2013年）
- 娼年（日语：娼年）（2016年8月26日－9月15日，東京／大阪、福岡）－[17][18]
- 布萊頓海灘回顧錄（2021年9月18日－10月3日，東京藝術劇場 Play-house／10月7日－13日，京都劇場（日语：京都劇場））－

## 受獎歷
- 1998年
  - 第18屆第18回日劇學院獎 新人演員獎（《天高氣爽（日语：天うらら）》）

## 腳註

## 外部連結
- Amuse官方網站的公開資料 （日語）
- 須藤理彩的X（前Twitter） （日語）
- 須藤理彩的Instagram帳戶 （日語）
- Amuse的Facebook專頁 （日語）